# Vuurtoren van Farne
De vuurtoren van Farne staat op het eiland Inner Farne, dat deel uitmaakt van de Engelse Farne-eilanden. Deze eilandengroep ligt op ongeveer 2,5 km tot 7,5 km voor de kust van de unitary authority Northumberland. Inner Farne bevindt zich het dichtste bij het vasteland. Voor de vuurtoren werden verschillende benamingen gebruikt, namelijk Farne Lighthouse, Inner Farne Lighthouse en Inner Farn Light. De vuurtoren maakt de scheepvaart attent op de gevaarlijke situatie rond de eilanden. Sommige rotsen staan tijdens hoogtij onder water waardoor ze onzichtbaar zijn voor voorbijvarende schepen. Het licht van Inner Farne werd samen met de vuurtoren van Longstone gebruikt als oriëntatiemiddel, vandaar dat het bouwwerk op Longstone ook wel Outer Farne Lighthouse genoemd werd.
De toren en bijhorende gebouwen zijn eigendom van de National Trust, maar de lichtinstallatie wordt vanop afstand beheerd vanuit het Planning Centre van Trinity House in Harwich in het Engelse Essex. Trinity House is verantwoordelijk voor de navigatiemiddelen in Engeland, Wales, Gibraltar en de Kanaaleilanden.

## Kenmerken en uitrusting
De 13 m hoge toren bevindt zich op een volledig ommuurd terrein en staat via een korte doorgang in verbinding met de achterliggende verblijven voor de vuurtorenwachters. Binnen de muren staat ook een gebouw waarin acetyleengas werd geproduceerd voor het torenlicht. De witte toren, die 3 bouwlagen telt, werd voorzien van een lichthuis waarin zich een vast catadioptrisch systeem bevindt van de 1ste orde. Een ledlantaarn genereert om de 15 seconden twee witte flitsen. Omdat de toren ook de rol van sectorlicht vervult is de kleur van het licht afhankelijk van de positie van de waarnemer. Tussen 136° en 292° zorgt een gekleurd paneel voor de lens voor een rode sector. Het witte licht heeft een sterkte van 1.650 candela en is zichtbaar tot op een afstand van 10 zeemijl (ongeveer 18,5 km). De rode sector heeft een lichtsterkte van 208 candela en kan waargenomen worden tot op een afstand van 7 zeemijl (ongeveer 13 km). Het licht bevindt zich 27 m boven het zeeniveau.
De toren kreeg van de Amateur Radio Lighthouse Society, een organisatie van radiozendamateurs, het nummer ENG-060 toegewezen. Deze organisatie probeert vanop lichtschepen en vuurtorens radioverbindingen tot stand te brengen.

## Geschiedenis

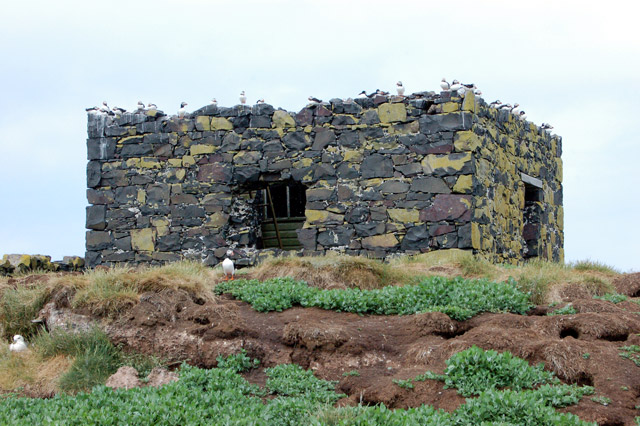
Resten van de eerste door John Blackett gebouwde vuurtoren op Staple-eiland. Op de toren bevond zich een constructie met olielampen.

### De eerste vuren
Het eerste vuur op Inner Farne werd vermoedelijk rond 1670 op de toren van Prior Castell ontstoken, een bouwwerk dat een verdedigingsfunctie had uitgeoefend en had dienstgedaan als een verblijf voor monniken. Dit gebeurde naar aanleiding van de vraag van Sir John Clayton en George Blake om op de Engelse oostkust vier vuurtorens te mogen bouwen. Clayton kon zijn plannen voor een vuurtoren op Inner Farne niet verder verwezenlijken omdat kooplieden uit Newcastle weigerden om bij te dragen in de kosten. In 1776 rustte kapitein John Blackett de toren van Prior Castell opnieuw uit met een licht, nadat hij van Trinity House de toelating gekregen had om twee vuurtorens op te richten die hij zelf diende te financieren. Het tweede vuur werd op Staple-eiland geplaatst. Beide vuren werden voor het eerst ontstoken op 1 december 1778. De toren op Staple-eiland werd in 1784 door een zware storm vernield, waarna er een nieuw licht werd opgetrokken, ditmaal op het eiland Brownsman.

### Nieuwe vuurtorens
Tussen 1809 en 1810 werden bakens op Inner Farne en Brownsman vervangen door nieuwe vuurtorens. De toren op Inner Farne was ontworpen door Daniel Alexander. Hij werd verlicht door een roterend systeem met zeven reflectoren en Argandse lampen die werden gevoed door paraffineolie. Ook de lichtbron in de toren op Brownsman werkte op olie.
Op Inner Farne werd bovendien nog een bijkomend vast wit licht geïnstalleerd dat zich 152 meter van de vuurtoren op het noordwestelijkste punt van het eiland bevond. Dit lage licht (low light) bestond uit een Argandse lamp met reflector een vormde een lichtlijn met de bestaande vuurtoren die werd aangeduid als hoog licht (high light). De lichtbron van het lage licht was ondergebracht in een 8 m hoge achthoekige toren. De vuurtorenwachter controleerde de werking van deze kleinere vuurtoren vanuit het hoofdlicht door middel van een reflector die de lichtstralen van de kleinere toren weerkaatste. In de lagere vuurtoren was hiervoor een opening voorzien waardoor het licht zichtbaar was.
In 1825 besloot Trinity House om de vuurtoren op Brownsman buiten dienst te stellen omdat het aantal scheepswrakken rond het eiland eerder toenam dan afnam. Scheepsbemanningen die zich richtten op de vuurtoren hielden geen rekening met ver vooruitstekende delen van de eilanden waardoor schepen geregeld aan de grond liepen. Hierdoor deden zich tussen 1823 en 1824 een groot aantal scheeprampen voor. Het bouwwerk werd gesloopt en vervangen door een vuurtoren op Longstone. In hetzelfde jaar betaalde Trinity House £ 36.484 aan de familie Blackett om de huurrechten van de toren op Inner Farne over te nemen.

### Automatisering
Door de automatisering van het hoge licht rond 1910 kon het lage licht in hetzelfde jaar gesloopt worden. De overblijvende vuurtoren werd uitgerust met een automatische installatie die acetyleengas produceerde voor het licht dat werd bediend door middel van een zonneventiel. Wanneer het ventiel niet verwarmd werd door de zon opende het automatisch de toevoer van het gas zodat de lamp ontstoken werd bij het vallen van de duisternis en doofde bij dageraad wanneer de zon het ventiel opnieuw opwarmde. Als gevolg van deze automatisering werd de toren niet langer meer bemand.
Dit systeem deed dienst tot 1996 toen de toren werd uitgerust met zonnepanelen en als lichtbron een halogeenlamp met een vermogen van 50 watt. Later voerde Trinity House een verdere vernieuwing door waarbij de halogeenlamp werd vervangen door een ledlantaarn.

### Aankoop door de National Trust
Einde 2005 verkocht Trinity House de vuurtoren met bijhorende gebouwen voor £ 132.000 aan de National Trust, een charitatieve instelling die het behoud van plaatsen van natuurlijke schoonheid of historisch belang in Engeland, Wales en Noord-Ierland tot doel heeft. Door de overname van de vuurtoren wil deze instelling het voortbestaan van het complex verzekeren. Trinity House blijft bevoegd voor de werking van de lichtinstallatie.

## Monumentstatus
De toren en de bijhorende gebouwen werden op 26 augustus 1987 ingeschreven als Grade II listed building op Statutory List of Buildings of Special Architectural or Historic Interest. Hiermee werd aangegeven dat de gebouwen van bijzonder belang zijn, in hun huidige toestand moeten bewaard blijven en daartoe ook moeten worden onderhouden.